# Station Bedwyn
Bedwyn is een spoorwegstation in Engeland. 

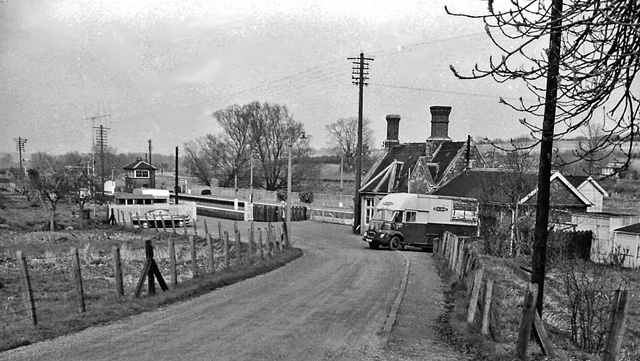
Voorplein, 1963